# Le Bateau-tripot
Le Bateau-tripot (Gambling Ship) est un film américain de Louis J. Gasnier et Max Marcin, sorti en 1933.

## Synopsis
Ace Corbin, homme d'affaires fortuné fait la connaissance dans un train d'Eleanor La Velle.

## Fiche technique
- Titre français : Le Bateau-tripot[1]
- Titre original : Gambling Ship
- Réalisation : Louis J. Gasnier et Max Marcin
- Scénario : Claude Binyon, Max Marcin, Seton I. Miller, d'après une histoire de Peter Ruric
- Chef-opérateur : Charles Lang
- Musique : Werner R. Heymann, Oscar Levant
- Production : Paramount Pictures
- Durée : 72 minutes
- Date de sortie : 
  - États-Unis : 23 juin 1933
  - France : 10 mai 1935[1]

## Distribution
- Cary Grant : Ace Corbin
- Benita Hume : Eleanor La Velle
- Jack La Rue : Pete Manning
- Glenda Farrell : Jeanne Sands
- Roscoe Karns : Blooey
- Arthur Vinton : Joe Burke
- Charles Williams : Baby Face
- Edwin Maxwell : D.A
- Spencer Charters : Détective

Acteurs non crédités
- Arthur Hoyt : Roger
- Marc Lawrence : Hood
- Louis Natheaux : Croupier
- Gail Patrick
- Syd Saylor : Marin